# ミーコラス・チャルトリスキス
ミーコラス・チャルトリスキス（リトアニア語: Mykolas Čartoriskis, ポーランド語: Michał Wasylewicz Czartoryski, 1400年以降 - 1489年）は、 チャルトリスキ家出身のリトアニア大公国の政治且つ軍事的指導者及びブラツラヴシーナの総督である。

## 生涯

ミーコラス・チャルトリスキスの紋章

ゲディミナス朝出身の紋章を持つマグナートの家系の代表的な人物である。
1440年に兄弟のヨナスとアレクサンドラスとともに大叔父シュヴィトリガイラをリトアニア大公につけるためのクーデターに加わった。チャルトリスキス兄弟は大公ジーギマンタス・ケーストゥタイティスの暗殺に直に参加している。
1442年に兄弟と共にシュヴィトリガイラから、もっと後にチャルトリスキ家の世襲の地となるクレヴァニを含むヴォルィーニの領地を受け賜わっている。

## 子女
妻のマリヤ・«レザノタイティ» ・ネミール（1504年 - 1505年）との間に以下の3人の子をもうけた。
- アンドリュウス・チャルトリスキス（1488年以降死去）
- テオドラス・チャルトリスキス（1542年死去） - リトアニア公、ルツクの長官
- アンナ・チャルトリスカ（1477年以降死去）

孫のアレクサンドラス（1571年）はヴィルィーニのヴォイヴォダになっている。